# Brzdový kámen

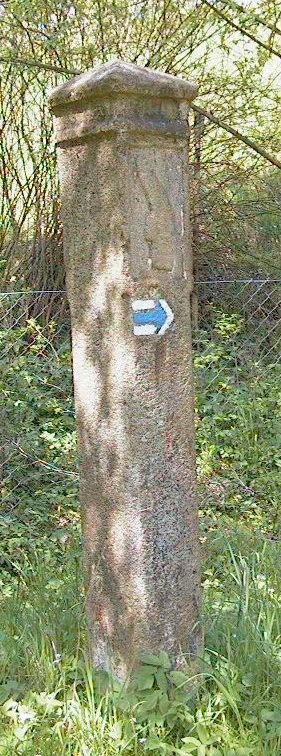
Brzdový kámen, později doplněný o modrou turistickou značku (Staré Sedlo, okres Písek)

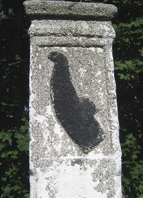
Obrázek brzdy na hlavici sloupu, (Radčice, okres Strakonice)

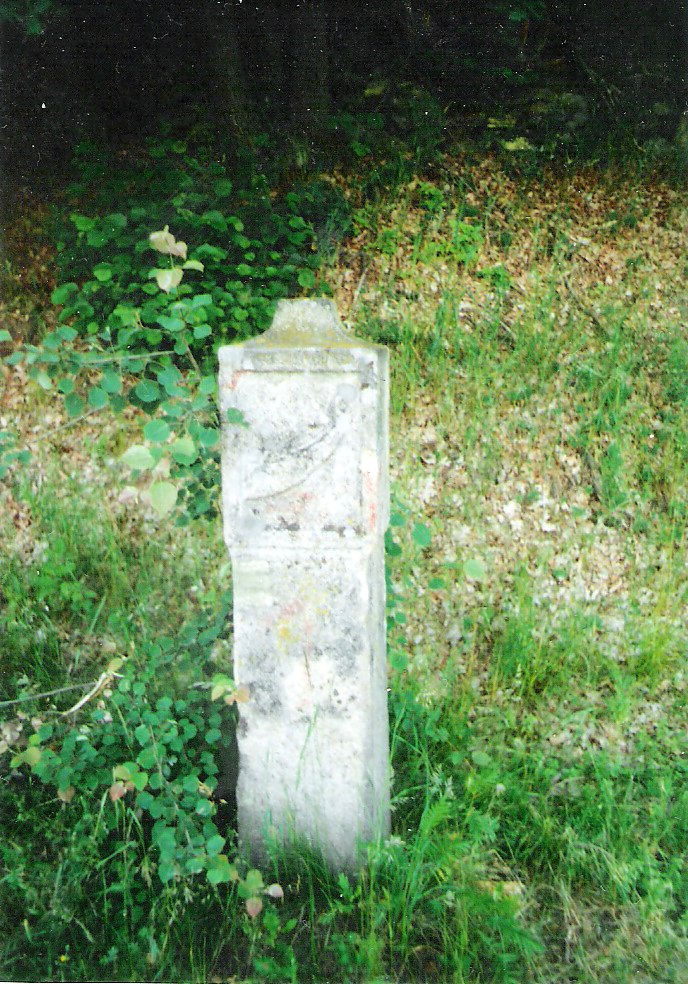
Brzdový kámen (Rožmberk nad Vltavou, okres Český Krumlov)

Brzdový kámen (něm. Bremsstein) je kamenný výstražník, zpravidla kamenný čtyřboký pilíř s vyobrazením rukojeti smykové kočárové brzdy, který označoval místo (něm. Einhemmstelle), kde měl vozka začít přibrzďovat vůz, aby nenarazil do koňského potahu. Brzdové kameny byly rovněž používány na linecko-budějovické koněspřežné železnici. Brzdové kameny dodnes stojí vlevo od cesty, protože na českém území se až do roku 1939 jezdilo vlevo. Pilíř byl často natřen bílou barvou a reliéf brzdy byl černý. V Bavorském království se kromě kamenných sloupků dochovaly také návěstní kovové či kamenné tabulky. Naopak dřevěné tabulky se vesměs nedochovaly. Smyková brzda se nazývala různě, např. čuba či šupka (z něm. schubben), bota, babka, korýtko či korýtek, koloběh, zarážka.

## Historie
Brzdové kameny patří mezi nejstarší dopravní značky. Odkdy jsou brzdové kameny na českém území používány, není přesně známo, ale předpokládá se, že již od první poloviny 18. století. V Tereziánském patentu o říšských silnicích z roku 1778 se již o užívání „šupky“ hovoří. V roce 1851 bylo vydáno nařízení, týkající se osazení dřevěných tabulí, tzv. výstrahy pro formany „Následuje cesta z kopce, je zapotřebí použít korýtce“.
Roku 1854 kočí saského krále Fridricha Augusta II. tuto značku v Tyrolsku ignoroval, nebrzděný vůz se převrátil a král na následky nehody zemřel.

## Seznam brzdových kámenů
V České republice se zachoval pouze malý počet těchto kamenů, ačkoli se jednalo o poměrně obvyklou značku. Je uváděno několik zachovaných značek, a to v Hodkovicích nad Mohelkou, Kaplici, Miroticích, Nažidlech, Netřebicích, Orlíku nad Vltavou, Petrovicích u Humpolce, Radostíně, Radčicích, Rožmberku a Suchdole.
Kopie brzdového kamene včetně kovové brzdy je součástí expozice Poštovního muzea ve Vyšším Brodě.
| země    | kraj              | místo                               | poznámka |
| ------- | ----------------- | ----------------------------------- | --- |
| Česko   | Jihočeský         | Kaplice                             | číslo ÚSKP: 37525/3-1315 na severním konci města blizko silnici 3                                                      |
| Česko   | Jihočeský         | Nažidla, obec Bujanov               | číslo ÚSKP 103084, dle hlavní silnici 3                                                                                |
| Česko   | Jihočeský         | Netřebice (okres Český Krumlov)     | číslo ÚSKP 103147, po havárii automobilu je rozlomen na dvě části a uschován na pobočce Ředitelství silnic a dálnic ČR |
| Česko   | Jihočeský         | Radčice (Vodňany)                   | číslo ÚSKP 36492/3-4325                                                                                                |
| Česko   | Jihočeský         | Rožmberk nad Vltavou                | číslo ÚSKP 103881 |
| Česko   | Jihočeský         | Staré Sedlo, obec Orlík nad Vltavou | číslo ÚSKP 25324/3-2761                                                                                                |
| Česko   | Jihočeský         | Suchdol (Bujanov)                   | [ 5 ] |
| Česko   | Vysočina          | Petrovice (Humpolec)                | číslo ÚSKP 47016/3-3228                                                                                                |
| Česko   | Vysočina          | Radostín (okres Havlíčkův Brod)     | [ 5 ] |
| Česko   | Moravskoslezský   | Karlovice (okres Bruntál)           | [ 5 ] |
| Česko   | Liberecký         | Hodkovice nad Mohelkou              | [ 5 ] |
| Německo | Baden-Württemberg | Zámek Ebersberg, obec Auenwald      | |
| Německo | Baden-Württemberg | Emmendingen                         | blizko Wilhelmshöhe |
| Německo | Baden-Württemberg | Höllental (Schwarzwald)             | při historickém celním domě                                                                                            |
| Německo | Baden-Württemberg | Sachsenheim                         | na cestě k Untermberg, objeven při silniční stavební práci                                                             |
| Německo | Bavorsko          | Friedenfels                         | |